# Miss Mundo 2002

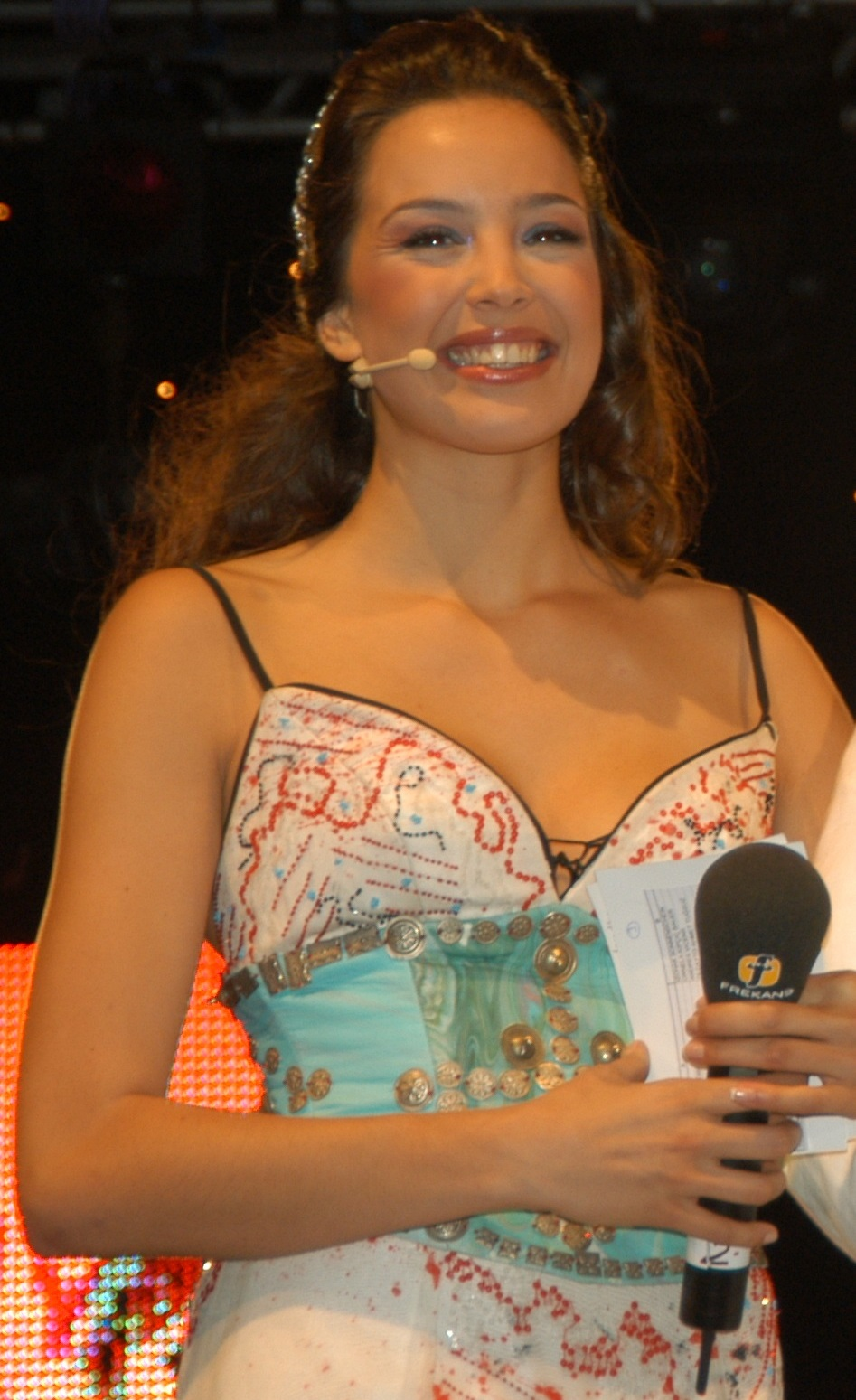
Azra Akın (2004)

O 52º Concurso Miss Mundo aconteceu em 7 de dezembro de 2002. O concurso foi realizado no Alexandra Palace, Londres,Reino Unido. 88 representantes concorreram e a vencedora foi a Miss Turquia Azra Akın.